# Sutherlandia microphylla
Sutherlandia microphylla là một loài thực vật có hoa trong họ Đậu. Loài này được Burch. miêu tả khoa học đầu tiên.